# Caleb Gattegno
Caleb Gattegno (Alessandria d'Egitto, 11 novembre 1911 – Parigi, 28 luglio 1988) è stato un matematico, pedagogista e filosofo egiziano, noto per il suo impegno nell'innovazione nell'ambito della didattica della matematica.

## Biografia
Fu il padre fondatore della International Commission for the Study and Improvement of Mathematics Teaching (CIEAEM), insieme al matematico francese Gustave Choquet e allo studioso svizzero di scienze cognitive Jean Piaget

### The Silent Way

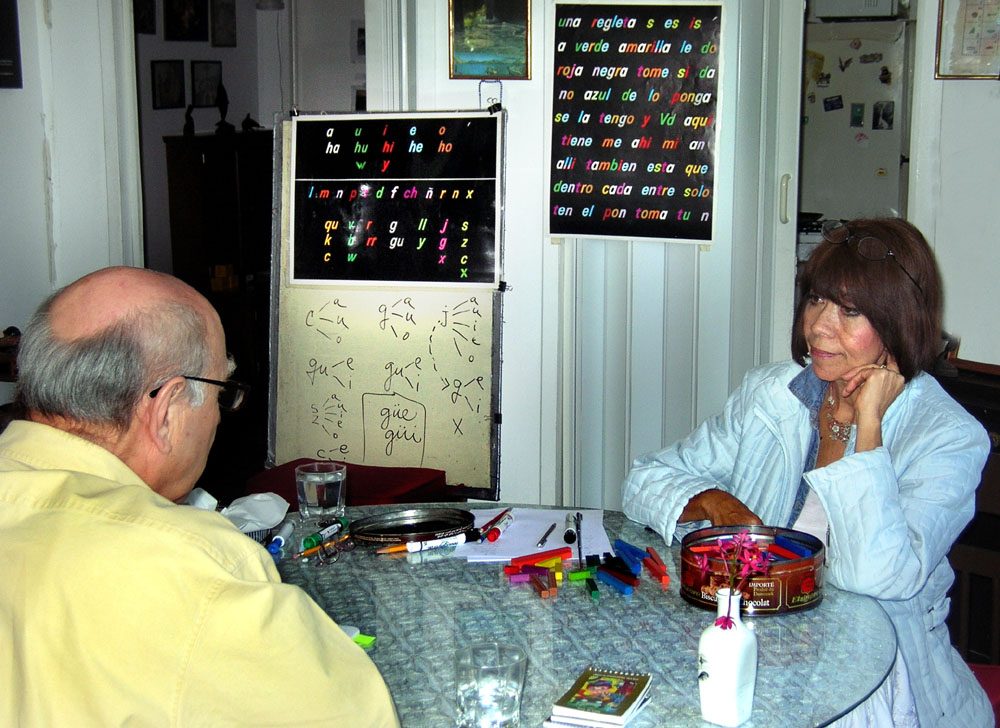
Una lezione svolta secondo il metodo Silent Way, a Guadalajara, Messico.